# 哈瑟爾巴赫湖

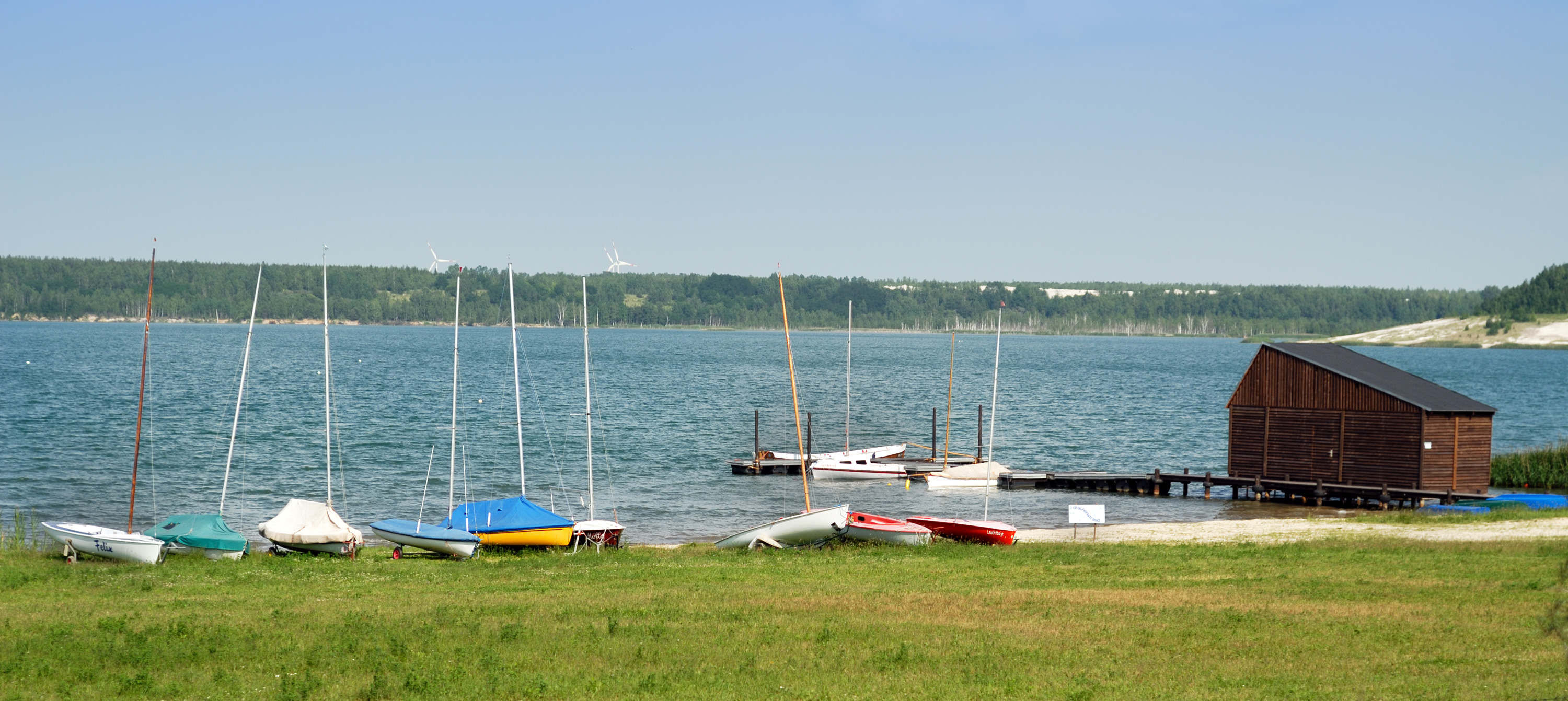

51°5′2.83″N 12°23′51.88″E / 51.0841194°N 12.3977444°E
哈瑟爾巴赫湖（德語：Haselbacher See），是德國的湖泊，位於該國東部，由薩克森自由州負責管轄，面積3.35平方公里，海拔高度151米，平均水深7米，最大水深33米，湖岸線長度8.2公里，水體容量2,379萬立方米。